# Powiat de Brodnica
Pour les articles homonymes, voir Brodnica (homonymie).
Le powiat de Brodnica (en polonais : powiat brodnicki) est une unité de l'administration territoriale (district) et du gouvernement local dans la Voïvodie de Couïavie-Poméranie en Pologne.

## Division administrative
Le powiat est composé de 10 communes (gminy) :
| Gmina                                   | Type         | Superficie (km²) | Population (2006) | Chef-lieu           |
| Brodnica                                | urbain       | 23,2             | 27 624            |                     |
| Jabłonowo Pomorskie                     | mixte        | 134,4            | 9 060             | Jabłonowo Pomorskie |
| Brodnica                                | rural        | 127,0            | 6 524             | Brodnica *          |
| Bobrowo                                 | rural        | 146,3            | 6 168             | Bobrowo             |
| Świedziebnia                            | rural        | 103,8            | 5 116             | Świedziebnia        |
| Bartniczka                              | rural        | 83,4             | 4 570             | Bartniczka          |
| Zbiczno                                 | rural        | 132,9            | 4 467             | Zbiczno             |
| Osiek                                   | rural        | 75,1             | 4 079             | Osiek               |
| Górzno                                  | urbain-rural | 119,4            | 3 857             | Górzno              |
| Brzozie                                 | rural        | 93,7             | 3 589             | Brzozie             |
| * le chef-lieu est extérieur à la gmina |              |                  |                   |                     |